# William Lever, 1. Viscount Leverhulme

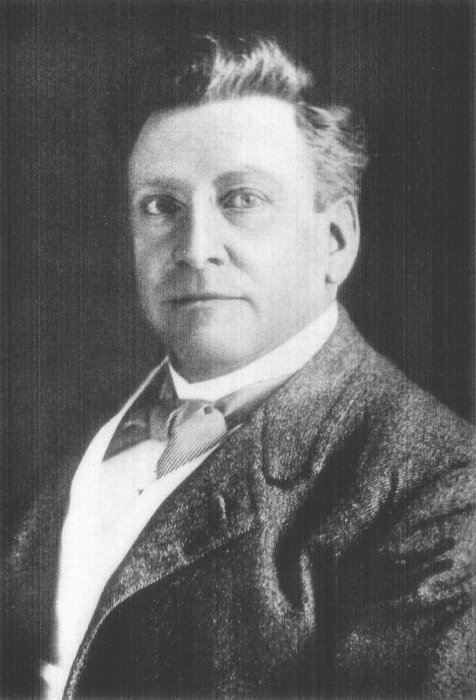
William Lever

William Hesketh Lever, 1. Viscount Leverhulme (* 19. September 1851 in Bolton, Lancashire; † 7. Mai 1925 in Hampstead (London)) war ein britischer Chemieindustrieller und Politiker.

## Biografie
Lever war der Sohn eines kleinen Einzelhändlers. Er besuchte Privatschulen und die Bolton Church School, bevor er als Lehrling in den Laden seines Vaters eintrat. 1885 gründete William Lever mit seinem jüngeren Bruder James Darcy Lever (1854–1916) die Seifenfabrik Lever Brothers, aus der Unilever hervorging (1930 aus der Fusion mit der niederländischen Margarinefirma Margarine Unie). Ihre erste Fabrik hatten sie in Warrington. Sie stellten Seife aus Glycerin und Pflanzenölen wie Palmenöl statt wie bis dahin aus Talg her, eine Erfindung ihres Teilhabers, des Chemikers William Hough Watson. Der Markenname Sunlight für die Seife war bald weithin bekannt. Um die Jahrhundertwende kamen weitere Marken wie Lifebuoy, Lux, Vim hinzu. Die treibende Kraft hinter der Expansion Ende des 19. Jahrhunderts war William Hesketh Lever: 1888 verkaufte er schon 450 Tonnen Seife die Woche. Sie hatten bald eigene Palmölplantagen im belgischen Kongo (das heutige Lusanga hieß früher Leverville) und auf den Salomon-Inseln und expandierten weltweit, auch nach Deutschland.
Er war auch bekannt dafür, für seine Angestellten zu sorgen und baute 1888 bis 1914 für seine Arbeiter eine Modell-Wohnsiedlung (Port Sunlight im Metropolitan Borough of Wirral, Merseyside). Er selbst wohnte dort im Landhaus Thornton Manor, das er 1894 kaufte. Er hatte im Lauf der Zeit noch mehrere andere Landsitze und ein Haus (The Hill) in Hampstead (London). Er kaufte auch die Insel Lewis auf den äußeren Hebriden.
1906 bis 1909 war er Abgeordneter der Liberal Party im House of Commons für Wirral. Am 6. Juli 1911 wurde er als Baronet, of Thornton Manor in the parish of Thornton Hough in the County of Chester, geadelt. Am 21. Juni 1917 wurde er als Baron Leverhulme, of Bolton-le-Moors in the County Palatine of Lancaster, zum Peer erhoben und erhielt dadurch einen Sitz im House of Lords. 1917 war er auch High Sherriff von Lancashire und von 1918 bis 1919 Bürgermeister von Bolton. Am 27. November 1922 wurde ihm zudem der Titel Viscount Leverhulme, of The Western Isles in the Counties of Inverness and Ross and Cromarty, verliehen.
1924 erhielt er die Messel Medal der Society of Chemical Industry.
Aus seiner am 15. April 1874 geschlossenen Ehe mit Elizabeth Ellen Hulme († 1913) hatte er einen Sohn und Erben, William Hulme Lever, 2. Viscount Leverhulme, der ihm in der Chemiefirma und seinen Adelstiteln nachfolgte.

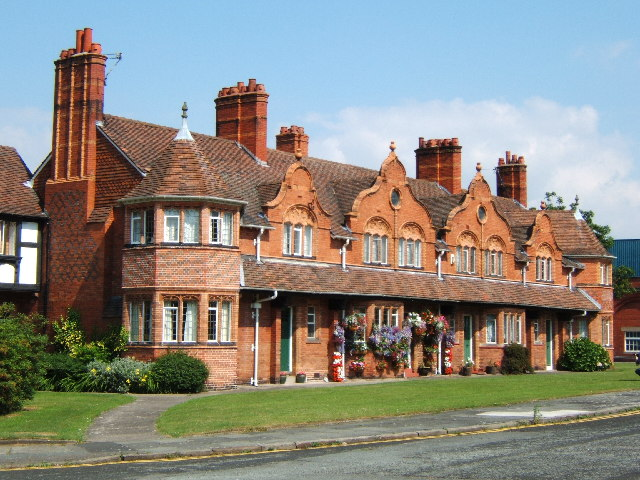
Musterhäuser in Port Sunlight

## Privatleben und Mitgliedschaften

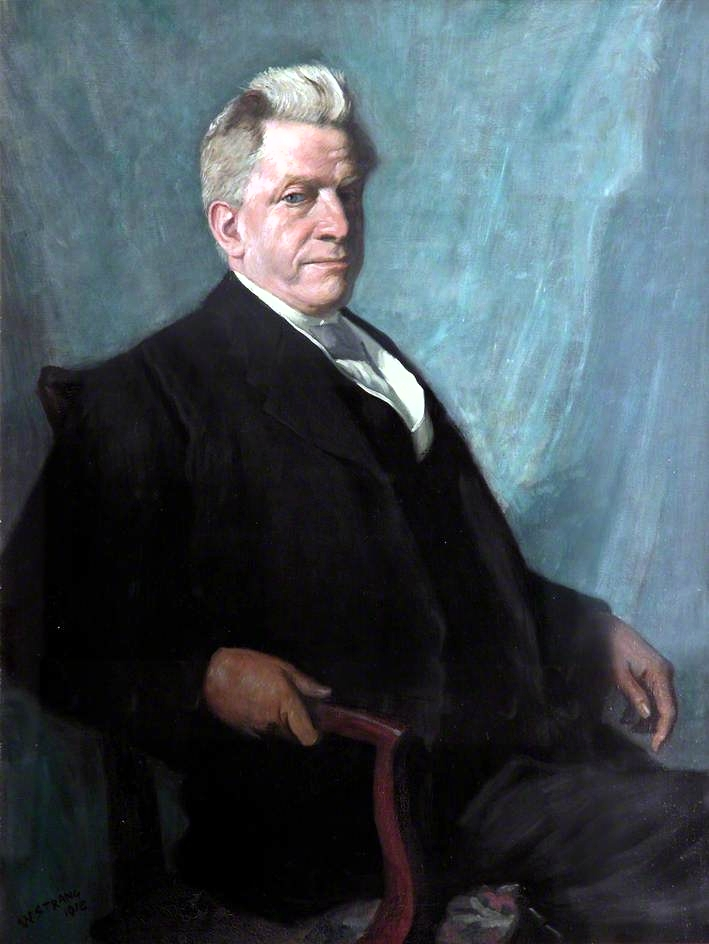
Lord Leverhulme, 1918

- Lever gehörte zu den Kongregationalisten und war religiös. Es gab häufige Bibellesungen in der Familie, er war Abstinenzler und Nichtraucher. Seine Prinzipien übertrug er auch auf das Geschäftsleben.

- William Lever war seit 1902 ein aktives Mitglied im Bund der Freimaurer. 1907 wurde er in den Meistergrad erhoben. Er gründete die Leverhulme Lodge, Nr. 4438 und bekleidete das Amt eines Großmeister der Grand Lodge of Cheshire.[6]

- Er war zudem ein Kunstsammler und stiftete die Lady Lever Art Gallery. Zudem hinterließ er den Leverhulme Trust zur Förderung von Wissenschaft und Bildung. Der Trust verleiht die beiden Leverhulme-Medaillen.